# Dona Xepa (filme)
Dona Xepa é um filme de comédia brasileiro de 1959, dirigido por Darcy Evangelista com produção de Oswaldo Massaini. O roteiro é do diretor e Alípio Ramos baseado na peça de teatro homônima de Pedro Bloch. Alda Garrido repete o papel-título com o qual obteve muito sucesso no teatro brasileiro. Números musicais com Agostinho dos Santos e Colé (que em uma cena dança com Zezé Macedo a canção "Brasileirinho", tocada pela Dupla Chuvisco).

## Sinopse
Dona Xepa (Alda Garrido) é um viúva simples que possui uma barraca de frutas e legumes no Mercado e trabalha ali com a amiga Camila (Zezé Macedo). Ela tem um casal de filhos adultos. Edson (Herval Rossano), o filho, estudou nos Estados Unidos e agora trabalha com dificuldades em sua invenção revolucionária, a "Válvula Isocrônica", capaz de tornar comum o uso da energia nuclear. Rosália (Odete Lara), a filha, se envergonha da mãe e da vida pobre, rejeitando o interesse de Zé (Fernando Pereira), o aspirante a futebolista. E aceitando ser cortejada por Manfredo (Cilo Costa), um diplomata rico. Dona Xepa hipoteca seu sítio e dá o dinheiro para o filho continuar a trabalhar na invenção. Enquanto isso, os vizinhos da vila caçoam dela e do filho, objeto de um samba de Coralino que compôs o refrão: "tenho o aparelho, falta funcionar". Manfredo faz parte de um grupo de negociantes inescrupulosos e finge ajudar Edson e a família mudando-os todos para uma bela casa e Dona Xepa se torna uma "madame".

## Elenco
- Alda Garrido ... Dona Xepa / Dona Carlota
- Nino Nello ... Seu Ângelo
- Odete Lara ... Rosália
- Colé Santana ... Coralino
- Zezé Macedo ... Camila
- Herval Rossano ... Edson
- Cilo Costa ... Manfredo
- Glória Cometh... Hilda
- Fernando Pereira ... José
- Nair Amorim ... Guiomar
- Willy Keller ... Professor
- Francisco Dantas ... Professor de francês
- Elizabeth Horn ... Diva
- Arnaldo Montel ... Gomina
- Aguinaldo Rocha
- Carvalhinho...cabeleireiro